# 荒穂神社
荒穂神社（あらほじんじゃ）は、佐賀県三養基郡基山町にある神社。基山南麓にある宮浦字宮脇に鎮座している。社格は式内小社、県社。

## 祭神
瓊々杵尊ほか六社を祀っている。
祭神については古来諸説があるが、民俗学上は基肄山（基山）山頂のタマタマ石という花崗岩の巨石を磐座（いわくら）とする自然神･産霊神である荒穂天神と考えられている。貞享元年（1684年）の「荒穂神社縁起」では、中 荒穂大明神、左一 下鴨大神、左二 八幡大神、右一 宝満大神、右二 春日大明神、右三 住吉大明神、以上六社としている（この後に五十猛命が加えられている）。

## 歴史
「荒穂神社縁起」によると孝徳天皇の時代（7世紀中頃）に松津（基肄）国造物部金連の末裔金村臣によって創祀されたと伝わる。
『日本三代実録』に貞観2年（860年）に従五位上から正五位下に陞叙された記録がある。また、『延喜式神名帳』にみえる肥前国の4つの神社の一つ（式内社）。社殿ももとは基山山頂にあったが、戦国の兵火で転々とし、貞享2年（1685年）に現在地に造営された。
社殿は流れ造りで、拝殿は文政2年（1819年）、社殿･中殿はともに安政5年（1858年）に改建されたものである。
明治6年（1873年）に郷社、昭和15年（1940年）に県社に列格した。

## 祭事
- 歳旦祭　1月1日
- 春祭　2月19日
- 斎祭　5月1日から7日間
- 夏祭　7月19日
- 茅の輪　7月31日から3日間
- 神幸祭　9月23日

- 月次祭　毎月19日

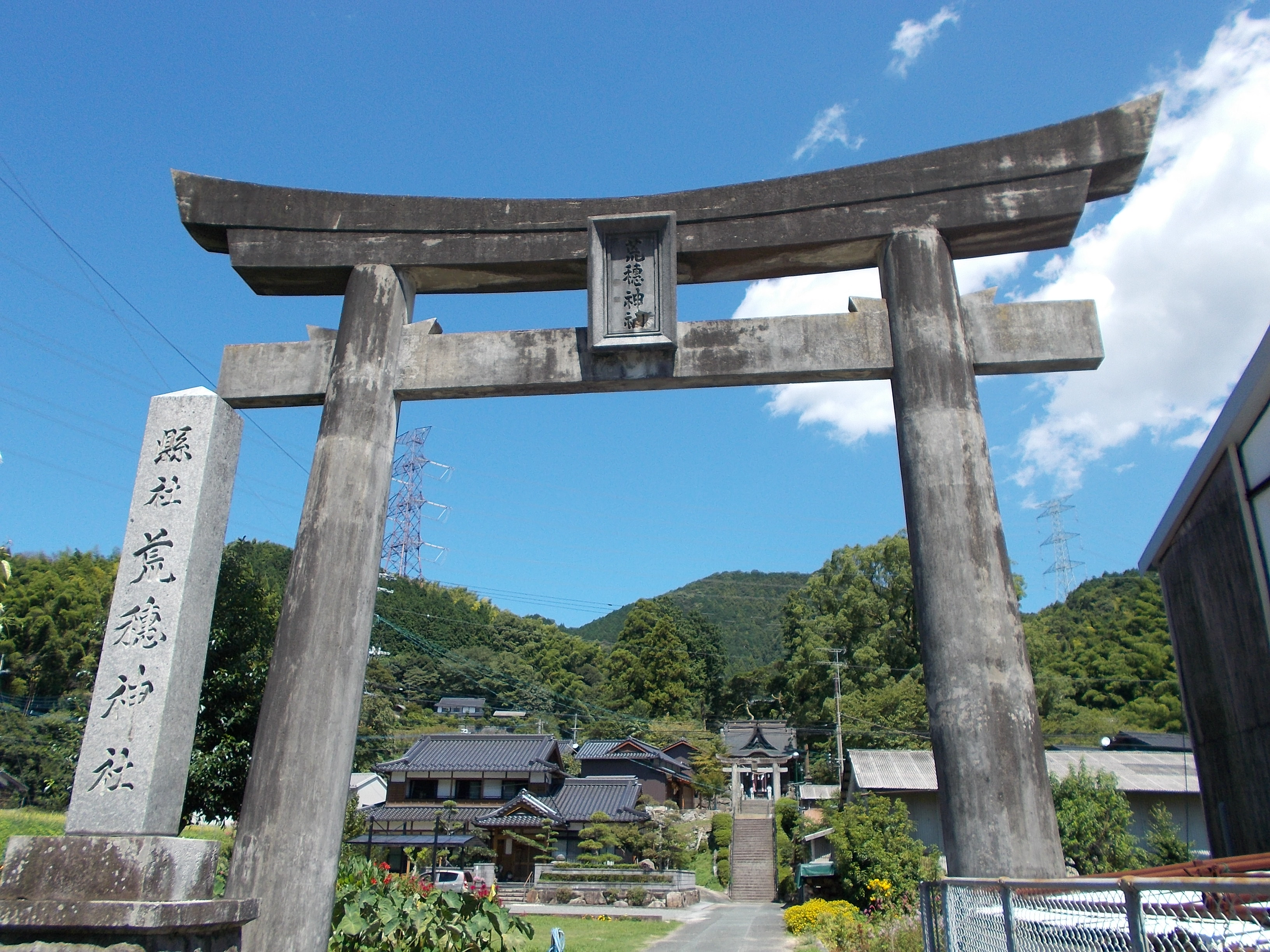
一の鳥居
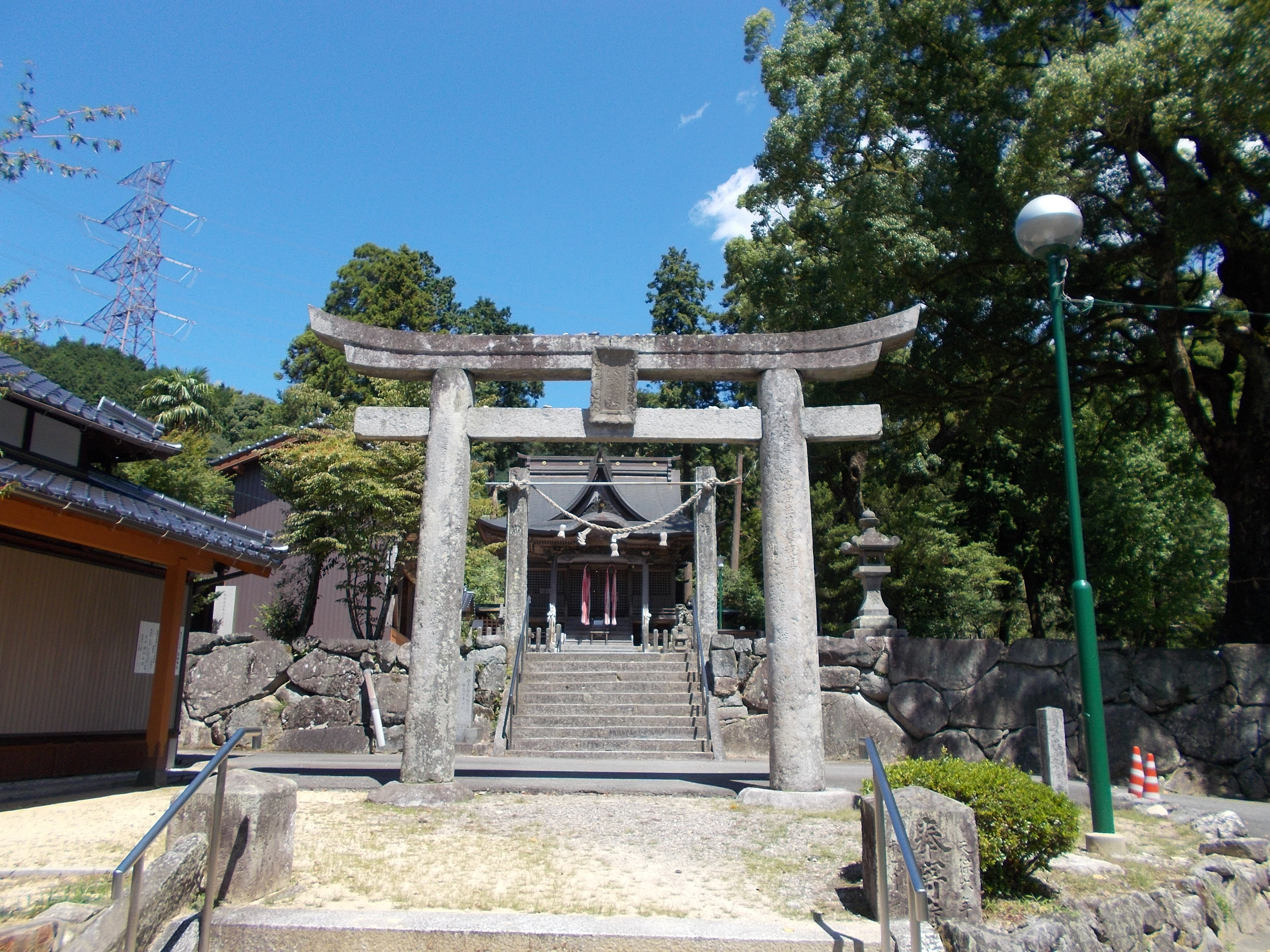
二の鳥居
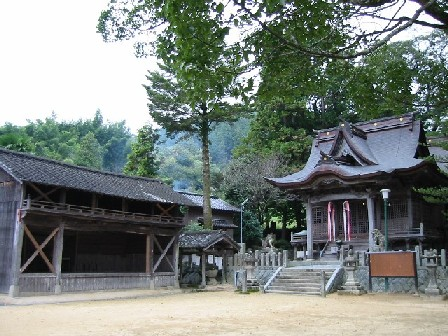
参籠殿と拝殿
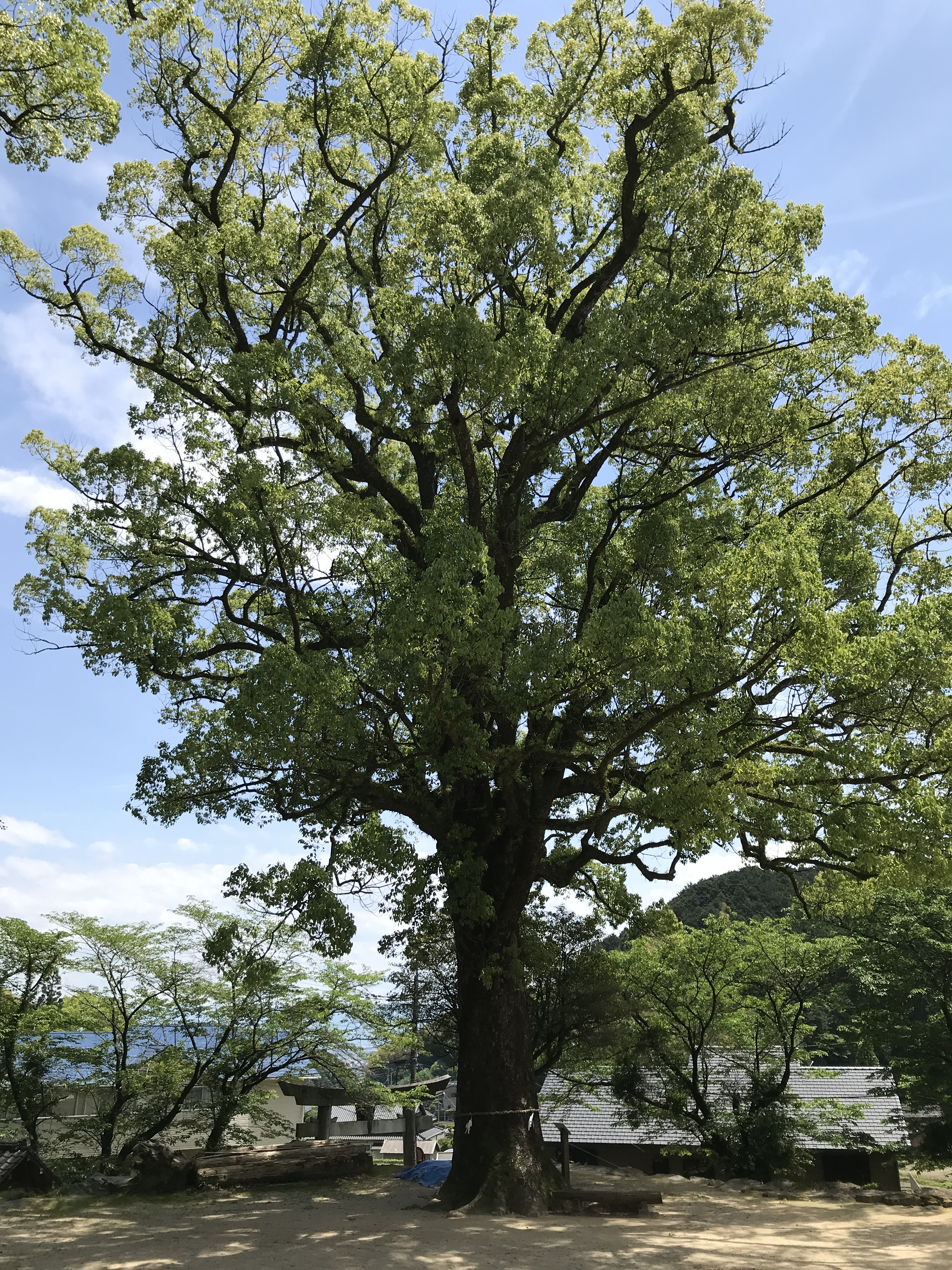
クスノキ